# روح بن عبد المؤمن
روح بن عبد المؤمن أحد قراء القران الكريم , اسمه أبو الحسن روح بن عبد المؤمن الهذلي البصري النحوي , عرض القرائة على القارئ التاسع ضمن القراء العشرة يعقوب الحضرمي (ت 205 هـ) , وروى الحروف عن أحمد بن موسى وعبد الله بن معاذ وهما عن أبو عمرو البصري , ويعد روح بن عبد المؤمن مقرئ ثقة مشهور وضابط ، روى عنه البخاري في صحيحه ، وعرض عليه القراءة خلق كثير توفي سنه 235 هـ 

## سيرته
تلقى روح القرآن على خيرة العلماء، فقد عرض القرآن على يعقوب الحضرمي الإمام الثامن بالنسبة للقراء المشهورين، وروح من خيرة أصحاب يعقوب الحضرمي، وأحد رواته المشهورين، ولا زالت رواية روح يتلقاها المسلمون حتى الآن، كما روى روح الحروف عن أحمد بن موسى ومعاذ بن معاذ، وابنه عبيد الله بن معاذ، وكلهم عن أبي عمرووغيرهم كثير. وقد روى روح الحديث عن أبي عوانة، وحماد بن يزيد، وجعفر بن سليمان الضبعي، كما روى عن روح الحديث الإمام البخاري في صحيحه، وروى عنه أيضا: عبد الله بن أحمد، وأبو خليفة، وإبراهيم بن محمد بن نائلة الأصبهاني، وأبو يعلى الموصلي. كان روح من قراء القرآن المتقين، ومن رواة الحديث الثقات، وقد شهد له بذلك أكثر من واحد، وفي مقدمتهم ابن حبان.